# The Falling (película de 2014)
The Falling es una película británica de misterio de 2014 escrita y dirigida por Carol Morley, y con actuación de Maisie Williams y Florence Pugh como mejores amigas en una escuela para chicas. La película también es protagonista Greta Scacchi, Monica Dolan, Maxine Peake, y Mathew Baynton. La producción empezó en octubre de 2013. La película fue premiada en el BFI Festival de cine de Londres el 11 de octubre de 2014 y fue lanzada al cine el 24 de abril de 2015 en el Reino Unido. The Falling tuvo ganancias por £468,762 con un £750,000 de presupuesto.

## Trama
En 1969, Lydia y Abbie son mejores amigas en una escuela Inglesa de niñas. Lydia, la hija abandonada de un agorafóbica madre, se obsesiona con Abbie, que ha comenzado a explorar su sexualidad. Después de tener relaciones sexuales con el hermano de Lydia, Kenneth, en un intento de abortar su embarazo por otro niño, Abbie comienza a sufrir desmayos. Ella sufre un episodio después de una temporada de detencion con Lydia y muere en el proceso. Después del entierro de Abbie, Lydia comienza a sufrir también de desmayos, y pronto se convierte en una epidemia, con numerosas niñas y un joven maestro en la escuela los cuales se desmayan espontáneamente por no más de unos pocos segundos. Lydia se convence de que la administración debe tomar medidas, para disgusto del director de la escuela.
Cuando una asamblea se ve interrumpida por un episodio de desmayo masivo, la escuela se cierra temporalmente y todos los estudiantes afectados son hospitalizados y psicoanalizados. Cuando no se descubren los motivos de los hechizos, la escuela vuelve a abrir y Lydia es expulsada. Esa misma noche, la virginal Lydia tiene relaciones sexuales con Kenneth, con quien ha desarrollado una relación incestuosa después de la muerte de Abbie. Sin embargo, su madre Eileen los agarra y, armada con un par de tijeras, saca airadamente a Kenneth de la casa antes de iniciar una discusión con su hija, en la que califica a Lydia de peligrosa y que debería ser encerrada. Eileen también revela que Lydia y Kenneth son solo medios hermanos; Lydia siendo el producto de una violación.
Al enterarse de esto, Lydia sale corriendo de la casa y Eileen la sigue afuera, a pesar de que nunca se ha aventurado afuera en más de 16 años. Buscando a Lydia, Eileen se ve superada por flashbacks de su propia agresión sexual, y finalmente localiza a Lydia; quien subió a la cima de un árbol en un colapso por la muerte de Abbie. Eileen ruega a Lydia que baje, pero se ríe, desafiando la falta de afecto materno de su madre, antes de perder el equilibrio y saltar del árbol a un lago.
Angustiada, Eileen se aventura en el agua y acuna el cuerpo aparentemente ahogado de Lydia, dándose cuenta de que su frigidez emocional le había hecho más daño a su hija de lo que pensaba. Lydia recupera la conciencia y la película termina con las dos mujeres en un abrazo llorando.

## Reparto
- Maisie Williams como Lydia Lamont.
- Florence Pugh como Abigail "Abbie" Mortimer.
- Maxine Peake como Eileen Cordero.
- Monica Dolan como señorita Álvaro.
- Greta Scacchi como señorita Mantel.
- Mathew Baynton como Señor Hopkins.
- Joe Cole como Kenneth Lamont.
- Lauren McCrostie como Gwen.
- Rose Caton como Titch.

## Producción
BFI financió la películas por £750K. La producción empezó en octubre de 2013.
La banda sonora es hecha por Tracey Thorn. Morley le pidió a Thorn que le diera la música para la película después de que comenzara la edición.

## Lanzamiento
The Falling fue premiada en el BFI Festival de cine de Londres el 11 de octubre de 2014. Tuvo un lanzamiento limitado en el Reino Unido, recaudando £442.177 con otros £10.051 recaudados en Nueva Zelanda. Las ventas de DVD de EE. UU. Ascendieron a otras £ 6,406.

## Recepción
Rotten Tomatoes, el agregador de reseñas, informa que el 78% de los 22 críticos encuestados dieron una crítica positiva a la película; la calificación promedio es 7/10. Mark Adams de Screen International escribió: "Es una película que resonará con algunos pero dejará exasperados a los demás, pero The Falling es ciertamente una película audaz, y una para ser admirado y apreciado". Guy Lodge de Variedad lo llamó "un estudio imperfecto pero atractivo del contagio psicológico que marca un avance auspicioso en el campo del cine narrativo para la aclamada documentalista Carol Morley". Leslie Felperin de The Hollywood Reporter lo llamó "un estudio del período defectuoso pero fascinante de la amistad femenina y la histeria". Trevor Johnston de Time Out London lo calificó con 4/5 estrellas y escribió: "Carol Morley muestra una sorprendente versatilidad y ambición con esta impresionante mezcla deIf y Picnic at Hanging Rock". Mike McCahill de The Daily Telegraph lo calificó con 4/5 estrellas y lo llamó una continuación de los temas en la actuación de Nicolas Roeg y Dont Look Now.
Geoffrey Macnab de The Independent lo calificó con 4/5 estrellas y escribió: "The Falling" de Carol Morley es seductora e inquietante, una película bellamente elaborada y muy sutil que combina melodrama, ritos de pasaje y elementos sobrenaturales de una manera absolutamente intrigante ". Peter Bradshaw de The Guardian lo calificó con 5/5 estrellas y escribió: "La directora Carol Morley ha ideado otra característica brillante y muy distintiva, sobre una epidemia de desmayos que afecta a una escuela de niñas en la década de 1960". Elise Nakhnikian de Slant Magazine dio una crítica menos favorable, escribiendo que "la película conduce a un clímax melodramático que envuelve la actuación explosiva del personaje principal en un paquete demasiado pulcro". David Jenkins de Little White Lies también hizo una crítica desfavorable, escribiendo: "Carol Morley sigue el fascinante Dreams of a Life con un tedioso drama de época ambientado en una escuela para chicas ".

## Premios
| Premio                               | Categoría                                        | Candidato                                        | Resultado |
| ------------------------------------ | ------------------------------------------------ | ------------------------------------------------ | --------- |
| Festival de cine de Londres 2014     | Mejor Británico Recién llegado y Mejor Película. | Florence Pugh y Competición Oficial Carol Morley |           |
| London Film Critics' Circle          | Actuación del año a Joven Británica/Irlandesa    | Maisie Williams                                  |           |
| Evening Standard British Film Awards | Estrella inicial                                 | Maisie Williams                                  |           |